# Hilgertshausen-Tandern
Hilgertshausen-Tandern là một đô thị ở huyện Dachau bang Bayern nước Đức. Đô thị Hilgertshausen-Tandern có diện tích 28,64 km², dân số thời điểm ngày 31 tháng 12 năm 2006 là 3133 người.